# 超時空要塞マクロス 愛・おぼえていますか
『超時空要塞マクロス 愛・おぼえていますか』（ちょうじくうようさいマクロス あい・おぼえていますか）は、日本のSFアニメーション映画。テレビアニメ『超時空要塞マクロス』（1982年 - 1983年放送）の劇場用作品である。略称は「愛おぼ」または「愛・おぼ」。「マクロスシリーズ」の確立後は、「初代マクロス劇場版」とも呼ばれる。
1984年7月21日より、東宝洋画系映画館で公開された。製作費は約2億円、観客動員数は約85万7600人、配給収入は7億円。キャッチコピーは「それは時空を超えたラブソング」「ミンメイ 最大戦速（マクロスピード）!!」。

## 作品解説
『超時空要塞マクロス』の人気を受けて、1982年末にテレビシリーズの放送延長とともに映画化企画が浮上。1983年から1984年にかけて、後番組『超時空世紀オーガス』の制作と並行して準備が進められた。
監督はテレビシリーズのチーフディレクターを務めた石黒昇と、メカニックデザイナー出身の河森正治が共同で担当。河森はテレビシリーズ第17話「ファンタズム」や第27話「愛は流れる」の演出（「黒河影次」名義で絵コンテ担当）を認められて抜擢された。ストーリーは河森の初期構成案をもとに富田祐弘が準備稿を執筆。これと河森が描いたイメージボードを元に、石黒と高山文彦が絵コンテを切り、河森が最後に全体のトーンをまとめるというプロセスで構成された。
公開当時はテレビアニメのダイジェスト映像をもって劇場版とする作品が多かったが、本作は全編新作フィルムとして制作された。「アイドル歌手リン・ミンメイの歌によって文化を知らない異星人との星間戦争に決着がつく」というコンセプトを保ちつつ、テレビシリーズ第27話「愛は流れる」までのエピソードを再構成。敵が男のゼントラーディと女のメルトランディという2種族に分かれて争い続けていることや、クライマックスで流れる歌が太古の流行歌であることなど、設定を大きく変更した。河森は作品のテーマについて、「生まれも育ちもちがう複数の人物が、その差を乗り越えてひとつになり得るか」と述べている。
その世界観を視覚化するため、宮武一貴がデザインラインを再編し、現用兵器的な地球系、深海生物的なゼントラーディ系、無機工学的なメルトランディ系に色分けした。また、「デカルチャー」などの異星言語を考案し、画面に翻訳テロップを付けるという手法を用いている。キャラクターデザインにおいても、前述の宮武のデザインラインの系統に沿ってリメイクされ、劇場で視聴する際の角度も考慮した頭身へと変更された（とくに地球側キャラクターが顕著）。
作画では美樹本晴彦（地球側キャラクター）、平野俊弘（異星人キャラクター）、板野一郎（メカアクション）ら作画監督が中心となり、テレビシリーズの代表的な話数よりもさらに絵の密度を上げるとともに、スケジュールなどの問題により維持できなかったクオリティの統一を図ることを目標とした。キャラクターのタッチはじっくりした芝居の「間」にこだわるという演出意図から、テレビシリーズよりも落ち着いたものに変更された。また、空中戦シーンでは大気圏内と宇宙空間での機動の違いや、パイロットごとの操縦の個性の違いを表現している。
音楽では作曲家の羽田健太郎が新規にBGMを作曲。作中のシーンに合わせて、ミンメイ役の歌手飯島真理が歌う劇中歌を配置している。加藤和彦、安井かずみ夫妻が提供した主題歌『愛・おぼえていますか』は、劇中においてもクライマックスの大戦闘を終結に導くキーナンバーとされた。

## あらすじ
50万周期にわたり大宇宙で抗争を続ける巨人族の二大勢力、男のゼントラーディと女のメルトランディ。西暦2009年、その戦火は地球にも及び、ゼントラーディ艦隊の奇襲を受けた地球統合軍の巨大宇宙戦艦マクロスはフォールド（超空間跳躍）による脱出を試みるも、動力不調から太陽系外周部へ飛び出すこととなる。地球を離れる際に避難した5万8千人の民間人は、広大な艦内に市街地を建設して生活を営み始める。地球への自力帰還をめざす航海の5か月目、土星の衛星タイタン宙域から物語は始まる。
マクロス艦内でデビューした人気歌手リン・ミンメイのコンサート当日、ゼントラーディ軍ブリタイ艦隊の追撃部隊が襲来する。可変戦闘機バルキリー隊のパイロット一条輝は市街地に侵入した敵機を追いながら、戦闘に巻き込まれたミンメイを救助する。ふたりは艦内閉鎖区画に閉じこめられ、輝は憧れのアイドルと親しくなるが、芸能マスコミにスクープされ、厳格な上官早瀬未沙から独断行動を咎められる。それでも輝はミンメイのお忍びデートに付き合い、芸能生活に疲れた彼女を元気づけるため、バルキリーの複座練習機に乗せ土星の輪の遊覧飛行に連れ出す。しかし、ゼントラーディ軍の追手に捕まり、連れ戻しに来た未沙らともどもゼントラーディ艦に収容にされる。彼らは捕虜尋問のなかで、ブリタイら巨人が地球人のありふれた生活習慣に驚き、特に男女の愛情表現（キス）に衝撃を受けるということに気付く。
輝と未沙は敵艦からバルキリーで脱出するがフォールドから弾き出され、マクロスより先に地球にたどり着く。マクロスの出航後、ゼントラーディ軍の爆撃で地上は焦土と化し、生命は死に絶えていた。軍人としての使命を失い気落ちする未沙と、彼女の前であえて気丈にふるまう輝。荒廃した地球を1か月間放浪するうちに、ふたりは寂しさを分かち合い、互いに愛しあうようになる。
輝と未沙は海上に出現した巨大宇宙移民船の廃墟を調査し、先史銀河文明プロトカルチャーの情報を得る。太古の時代に単体生殖技術が進んだ結果、男と女のプロトカルチャーが争い始め、ふたつの巨人戦闘種族が生み出されたこと。争いを望まず戦火から逃れた男女のプロトカルチャーが地球に立ち寄り、地球人の祖先に遺伝子操作を施したあと、この移民船を遺してまた去っていったことなど。暮らしの跡が残る居住区で、未沙はプロトカルチャー文字の"詞"が刻まれたメモリープレートを発見する。
一方、ミンメイはゼントラーディ基幹艦隊司令ゴル・ボドルザーのもとへ連行される。ミンメイの歌声を聴いたボドルザーは巨人たちが失った「文化」を地球人が持っていることを悟り、一時的にマクロスと休戦。保存していたプロトカルチャーのメモリープレートに刻まれていた"曲"をミンメイに歌わせ、カルチャーショックでメルトランディを屈服させようと企む。
地球に帰還したマクロス艦内で、輝と未沙はミンメイと再会を果たす。輝への愛を自覚していたミンメイは、生き別れになっていた間に結ばれた輝と未沙にショックを受け、ふたりの前から行方をくらます。おりしも、メルトランディのモルク・ラプラミズ司令もプロトカルチャーの文化を得んと、大艦隊を率いて地球周辺宙域に出現。ボドルザーは歌が未完成なことを知ると、休戦協定を破り、マクロスとメルトランディへの総攻撃を指示する。ゼントラーディ対メルトランディの艦隊決戦の火ぶたが切られ、ボドルザー旗艦から放たれた主砲の直撃でラプラミズは消滅する。
輝はミンメイを見つけ出し、未沙がメモリープレートから解読した歌詞を歌ってほしいと頼む。ミンメイは失恋に傷つきながらも、歌手としての誇りを胸に歌詞を受けとり、マクロス艦橋に用意されたステージに立つ。ミンメイが歌う『愛・おぼえていますか』が戦場に響き渡ると、男と女の巨人たちは秘めたるカールチューン（文化因子）を呼び起こされ、混乱に陥る。そして「ボドルザーを倒し、再び文化を取り戻すのだ」というブリタイの呼びかけに団結する。マクロスは両軍の援護を受けながらボドルザー旗艦内部へ侵入。輝はバルキリーを駆って旗艦中枢へ単機突入し、ボドルザーにとどめを刺す。「大昔に流行した当たり前のラブソング」が時空を超えて平和をもたらし、ミンメイと未沙は互いに顔を見合わせ笑顔を交わす。

## 登場人物
右側は担当声優。

### 地球側
- 一条輝 - 長谷有洋
- リン・ミンメイ - 飯島真理
- 早瀬未沙 - 土井美加
- ロイ・フォッカー - 神谷明
- マクシミリアン・ジーナス - 速水奨
- 柿崎速雄 - 鈴木勝美
- ブルーノ・J・グローバル - 羽佐間道夫
- クローディア・ラサール - 小原乃梨子
- ヴァネッサ・レイアード - 佐々木るん
- キム・キャビロフ - 鶴ひろみ
- シャミー・ミリオム - 室井深雪
- リン・カイフン - 鈴置洋孝

### ゼントラーディ側
- ゴル・ボドルザー - 市川治
- ブリタイ7018 - 蟹江栄司
- エキセドル4970 - 大林隆介
- カムジン03350 - 目黒裕一
- ワレラ25258 - ジェフリー・スミス
- ロリー28356 - 藤井つとむ
- コンダ88333 - ケント・ギルバート

### メルトランディ側
- ミリア639 - 竹田えり
- モルク・ラプラミズ - 鳳芳野
- デワントン3565 - 小粥よう子

### その他のキャラクター
- 司会者 - 西村知道
- TVレポーター - 堀内賢雄
- 客A - 河合義雄
- 客B - 中原茂
- ボーイ - 飛田展男
- 重臣 - 沢木郁也
- メルトラン兵 - 安藤なぎさ

## スタッフ
- 製作 - 大西良昌、吉田健二
- 原作 - スタジオぬえ
- 原作協力 - アートランド
- 脚本 - 富田祐弘
- ストーリー構成、脚色 - 河森正治
- キャラクターデザイン - 美樹本晴彦
- プロダクションデザイン - 宮武一貴
- メカニックデザイン協力 - 出渕裕、かがみあきら、原田則彦、石津泰志、河森正治
- 作画監督 - 美樹本晴彦、板野一郎、平野俊弘
- 作画監督補 - 島田英明、飯田史雄、垣野内成美、増尾昭一
- 原画 - 庵野秀明、青井清年、井口忠一、宇田川一彦、門上洋子、北久保弘之、木上益治、窪秀巳、合田浩章、斉藤格、西城隆詞、篠崎俊克、瀬谷新二、多賀一弘、高橋資祐、矢吹愛弓、中村孝、福島喜晴、藤高栄光、丸山政治、三坂徹、森川定美、森本晃司、本猪木浩明、山口宏、結城信輝、橋本とよ子、沢田早苗、浜崎博嗣、前田真澄、水村良男、菊池市松、村田充範、郷敏治、川又浩、吉田忠勝、窪詔之
- 美術監督 - 宮前光春
- カラーボード - 宮前光春、西田稔
- 美術監督補 - 本田修、佐藤広明
- 編集 - 三木幸子、谷川幸男、田岡克美、厨川治彦、吉田ちひろ
- 撮影監督 - 橋本和典
- 音楽 - 羽田健太郎
- 音響監督 - 本田保則
- 演出 - 秋山勝仁、笠原達也
- 制作協力 - アニメフレンド
- 企画、制作 - ビックウエスト、竜の子プロダクション、毎日放送、小学館
- 配給 - 東宝
- プロデューサー - 井上明、岩田弘、榎本恒幸
- 監督 - 石黒昇、河森正治

## 劇中使用曲

### 主題歌
愛・おぼえていますか
作詞 - 安井かずみ / 作曲 - 加藤和彦 / 編曲 - 清水信之 / 歌 - 飯島真理

### エンディングテーマ
天使の絵の具
作詞・作曲 - 飯島真理 / 編曲 - 清水信之 / 歌 - 飯島真理
飯島のセカンドアルバム『blanche』の収録曲（編曲 - 吉田美奈子）で、劇場版ではアップテンポなヴァージョンを使用した。『愛・おぼえていますか』のシングルB面に収録。
バリエーション
この曲は飯島自らの曲の中でもっともバリエーションが多く、1995年発売のベスト盤『Best of the Best』収録版、1997年発売のシングル『Friends〜時空を越えて〜』C/W版＝イーストウエスト・ジャパン発売盤に収録・1995年版のリミックス（以上編曲：飯島真理 & James Studer）、2002年発売のアルバム『Mari Iijima sings Lynn Minmay』収録版（編曲：飯島真理）でも、それぞれ違うバージョンで歌っている。
カヴァー
1997年に桜井智が『マクロス・ジェネレーション』において、2009年に中島愛がシングル『ノスタルジア』のC/W曲としてそれぞれカヴァーしており、『愛・おぼえていますか』同様マクロスシリーズのヒロインを演じた声優2人によるカヴァーとなった。
2005年にはフランス人歌手・Jessy（ジェシー）がアルバム『ジェシーのワンダーランド』において、『愛・おぼえていますか』とともに日本語でカヴァーしている。

## 補足

### 「マクロスシリーズ」中の位置付け
映画予告編のナレーションでは「主演、リン・ミンメイ」「早瀬未沙、ゆれる女心を演じます」などアニメ世界内の映画（劇中劇）を思わせる演出がなされている。1990年代以降に製作された『マクロス7』などの続編作品内では、『愛・おぼえていますか』は「ゼントラーディ軍との第一次星間大戦（2009年 - 2010年）の戦勝20周年を記念して、2031年に公開された歴史映画」と位置付けられるようになった。これとは別に『超時空要塞マクロス』はシリーズドラマとしてテレビ放送されたもので、演出により描き方は異なるものの、両作品とも史実を題材にした物語であると説明されている。
『愛・おぼえていますか』が映画化された2031年当時は、宇宙移民により人類の生活圏が銀河系全域に拡大した反面、植民惑星間の紛争やゼントラーディ人の武装蜂起が深刻化しつつあった。そのため撮影に全面協力した統合政府の意向で、先人が果たした「異星間交流」の意義を広く再認識させたいというプロパガンダの意味合いも含まれている。公開後大ヒットした本作のメッセージは、14年後の2045年代を舞台とする『マクロス7』の登場人物の生き方にも影響を与え、ロックバンドFire Bomberの活動に関係することになる。

### テレビ版と劇場版の違い
監督の河森は両作品の特徴について、テレビ版は「ドキュメンタリースタイルなのでわりと日常的に作られていて、史実にやや近いという想定」、劇場版は「2時間でコンパクトにまとめなくちゃいけないのでドラマ的な編集がなされているという設定」と答えている。また、劇場版の「劇場」には映画館での公開だけでなく、「舞台劇」という意味も込められているという。「巨大異星人同士の抗争に巻き込まれた人類（マクロス）」という骨格はテレビ版と変わらないが、2時間の映画にまとめあげるうえで設定の大部分にアレンジが施されている。

#### 相違点
- 巨大異星人とその抗争図
  - テレビ版 - ゼントラーディ軍対監察軍の争い。ゼントラーディ軍は男女混合軍だが、規律上部隊は別編成となっており、ラプラミズはボドルザー直衛部隊の指揮官で、クァドラン・ローはゼントラーディ軍女性兵用の機動兵器。
  - 劇場版 - ゼントラーディ（男性種族）対メルトランディ（女性種族）の争い。クァドラン・ローはメルトランディの機動兵器。ゼントラーディ、メルトランディともキャラクター名がコードネーム（製造番号）付きになった（例：ミリア・ファリーナ→ミリア639）。この設定変更に伴い、ゼントラーディは有機的な曲面主体のグリーン系に、メルトランディは無機的な直線主体のパープル系にまとめられている。ボドルザーとラプラミズは独立した肉体を持たず、テレビ版とは形状が異なる要塞サイズの旗艦中枢部として固定され、巨人兵よりさらに巨大である。
    - 『マクロス7』制作時の年表では前者の設定だが、『マクロス7』では劇中劇としての本作の影響で[要出典]ゼントラーディ女性を「メルトラン」と呼称するようになったとしている。
- 第一次星間大戦
  - テレビ版 - 期間は2009年2月から2010年3月までの約1年間。マクロスとゼントラーディ軍が戦い、監察軍は地球に落下した砲艦（後に地球人によりマクロスへ改修）以外は登場しない。地球はマクロス帰還後のゼントラーディ基幹艦隊による総攻撃でほぼ全滅する。ボドルザーは要塞内部に突入したマクロスによる反応弾頭ミサイルの一斉発射により、要塞ごと爆散させられる。
  - 劇場版 - 期間は2009年2月から9月までの約7か月。マクロス、ゼントラーディ、メルトランディの三つ巴の戦い。地球はマクロス発進後間もなく全滅させられた設定となっている。ボドルザーは要塞内部に突入してきたマクロスから離脱した輝操縦のバルキリーによりミサイルと集中射撃を受けて破壊され、フォールドシステムの暴走で各所が消滅し、機能を喪失する。
- マクロス
  - テレビ版 - 前身は地球に墜落した監察軍の落伍艦。両腕部に攻撃空母プロメテウスと強襲揚陸艦ダイダロスを接続する。
  - 劇場版 - 前身は地球に墜落したメルトランディの落伍艦。両腕部に宇宙空母アームド-01、02を接続する。プロメテウスは地球上の干上がった海底に横たわる残骸として登場する。
    - 落伍艦を追いゼントラーディ軍が襲来する点は共通だが、地球人（マイクローン）が修復・運用していると気づくのは、テレビ版が開戦時なのに対し、劇場版は開戦5か月後（映画冒頭）と遅い。
- 三角関係の構図
  - テレビ版 - 一条輝とリン・ミンメイは最初は民間人。軍人とアイドル歌手という進路の違いで輝の片想いが消えていく一方、輝は同じ境遇の未沙と近しくなる。またミンメイの従兄カイフンの登場が彼らの関係に大きく影響している。
  - 劇場版 - 輝とミンメイは最初から軍人とアイドル歌手の関係で出会う。ミンメイの方から積極的にアプローチする形で惹かれ合うが、その後ミンメイが生死不明の間に地球で孤立した輝と未沙が愛し合うようになり、ミンメイの生還により明確に三角関係の構図が出来上がる。またカイフンはミンメイの実兄となり、恋愛関係には直接関わることはない。
- 一条輝の軍人としての経緯
  - テレビ版 - 輝は最初は民間人（エアスタントレーサー）だったが、マクロス乗艦後にスタントの先輩だったフォッカーの誘いで入隊、彼の部下としてスカル大隊に配属される。その後、戦績によりバーミリオン小隊長に昇格、新人のマックスと柿崎を部下とする。後にフォッカーと柿崎が戦死、輝とマックスがそれぞれ中隊長・小隊長に昇格する。
  - 劇場版 - 輝は物語冒頭より軍人であり、フォッカーとの関係はほぼ同じだが、マックスと柿崎とは同期であり、全員スカル小隊に所属している。小隊長（スカルワン）フォッカーが輝とともにゼントラーディに捕虜とされ行方不明となったため、マックスが小隊長に昇格。マックスの未帰還（メルトランディへの帰化）と柿崎の戦死により、最終決戦では輝が"スカル1"として出撃する（マクロス護衛およびボドルザー打倒任務のための単機出撃であり僚機はいない）。
- 人類の起源
  - テレビ版 - 50万年前、地球に立ち寄ったプロトカルチャーの調査船が人類の祖先に遺伝子操作を行った（『マクロス7』制作当時の年表における設定）。
  - 劇場版 - プロトカルチャーが男と女に分かれて戦争となり、都市宇宙船アルティラで地球に逃げ延びた人々が人類の祖先に遺伝子操作を行った。2万年前、この人々はアルティラを海底に隠して地球を離れた。

2003年発売のPS2用ゲーム『超時空要塞マクロス』ではプレイヤーの配属先として空母プロメテウスか宇宙空母アームド-01を選ぶことで、設定の異なるテレビ版と劇場版の2つのコースを体験できる。

### 幻のシーン
本作は当初1984年8月25日公開予定だったが、先行上映が7月上旬に繰り上がったため制作スケジュールが短縮された（制作期間は実質半年間）。また、上映時間の問題もあり、脚本や絵コンテでは予定されていたもののカットされたシーンがいくつかある。
絵コンテでは、本編終了後にエンディングテーマ『天使の絵の具』に乗って終戦後のリン・ミンメイのコンサートシーンが映し出され、主人公たち3人の未来が明示されて終わるはずだったが、作画が見送られ、公開版では暗転した画面にスタッフロールが流れる形式であった。監督の河森は、後になって考えると、このエピローグがあると観客の想像の余地がなくなるとして、カットされて良かった面もあるとしながらも、制作したいという願望を述べていた。
公開3年後の1987年、このコンサートシーンを映像化したOVA『超時空要塞マクロス Flash Back 2012』が発売された。以後販売されたビデオ、LD、DVDソフトはエンディングの前半部分をOVAのコンサートシーン（「天使の絵の具 part1」）に差し替え、タイトルも『超時空要塞マクロス 愛・おぼえていますか 完全版』に変更している。2007年発売のHDリマスターDVDメモリアルボックスは「劇場公開版」と「完全版」のエンディング違いの2種類のディスクを収納している（劇場公開版は上映時のオリジナル音声を収録）。
他の幻のシーンとしては、最終決戦前のマクシミリアン・ジーナスとミリア639の結婚式がある（絵コンテ改稿段階でカット）。このシーンは『マクロス7』作中の回想シーンで新たに作画され、原画を美樹本晴彦が担当した。公開当時の雑誌・ムック本にはこれらの絵コンテやコスチュームデザインが掲載されているが、ミンメイのステージ衣装はOVA版よりもシンプルなデザインであった。

### 劇場版ストーリー
本作のオープニングではSDF-1 マクロスが地球に向けて宇宙航行を続けている理由や、同艦内の市街地で大勢の市民が生活している理由などが説明されていない。河森は、状況説明を省いた理由について「最も見て欲しいところに注目してもらうために、不必要なところを切り捨てた」「意地でも説明ゼリフは入れまい！と思っていた」と述べたが、スタジオぬえの先輩である高千穂遙は「河森がテレビ版『マクロス』を見ていない一般観客を相手にした以上、その賭けは敗れたと見るほかはない」と批評した。
1997年発売のSS・PS用ゲーム『超時空要塞マクロス 愛・おぼえていますか』のオープニングムービーでは、河森による監修のもとでテレビシリーズ第1話から第3話までのエピソードに相当する開戦時の状況が描かれている。この映像は、DVD『マクロス20周年プレミアムコレクション』（2002年）や『超時空要塞マクロス 愛・おぼえていますか HDリマスター メモリアルボックス』に収録されている。
2009年2月、SDF-1マクロスの進宙式典が催されていた南アタリア島に、突如ゼントラーディ軍上陸部隊が奇襲を仕掛け、島民はマクロス艦内に避難する。支援のため洋上の空母プロメテウスからバルキリー隊が発進するが、直後に衛星軌道上からのビーム攻撃でプロメテウスが撃沈。母艦を失ったロイ・フォッカー指揮下の一条輝、マクシミリアン・ジーナス、柿崎速雄らスカル小隊は南アタリア島へ急行する。バルキリー隊と敵機動兵器の交戦中、マクロスは地上付近で緊急フォールドを敢行（テレビ版と異なり南アタリア島は巻きぞえで空間転移しない）。脱出直後、間一髪で島にビーム爆撃の集中砲火が降り注ぐ。
マクロスは大爆撃から逃げ延びるが、フォールドシステムの誤作動で太陽系外周の冥王星付近まで飛ばされ、地球の安否も分からぬまま7か月の帰還航海の途に就く。艦内には長距離航海用の仮設居住空間があり、南アタリア島市民は市街地を建設して生活を始める。その街でリン・ミンメイはアイドル歌手としてデビューし、映画冒頭の5か月目にファーストコンサートを迎える。
また、一条輝らが行方不明になっていた1か月間にマクロスは土星から地球まで航海しているが、ゲーム内では木星付近でのゼントラーディ軍放棄戦艦の調査（敵の正体の判明）、火星サラ基地での物資補給、テレビシリーズのダイダロス・アタックに代わるアームド・アタックなどのイベントが設けられている。
2012年発売のBD版ソフトに収録された「Ver.2012」では、オープニングに状況説明のテロップが追加された。
初期シナリオでは、輝と未沙がデフォールドしたのは地球ではなく、すでに滅んだプロトカルチャーの移民星であり、マクロスもそこに逃れてくる展開だった。このシナリオをもとにした富田祐弘によるノベライズが秋田書店の『マクロス・ポストカードブック』に所載されている。

### その他
ゲスト出演
アフレコに外国人エキストラが参加し、ブリッジオペレーターの交信、艦内アナウンス、繁華街のモブシーンで英語・スペイン語などの音声を担当した。また、プロモーションの一環として、当時テレビ番組『世界まるごとHOWマッチ!!』の回答者として人気者だった弁護士ケント・ギルバートがコンダ88333役に起用された。ワレラ25258役のジェフリー・スミスはギルバートの同業者である。
パロディ
作画スタッフのお遊びとして、ボドルザー艦内で輝のバルキリーから一斉発射されるミサイルの中にサントリータコハイとバドワイザービールの缶が混じって飛んでいる（通称「タコハイミサイル」「バドワイザーミサイル」）。このカットの担当者は作画監督補の飯田史雄（漫画家SUEZEN）。後にやまとから発売された1/48バルキリー玩具のスーパーパックセットには、これを再現した缶ラベルのシールが付属していた。
リメイク企画
1990年代初めにアメリカで本作の実写特撮リメイク企画が立ち上がり、河森は渡米してハリウッドの製作スタッフと準備にとりかかった（マクロスシリーズ#幻の企画を参照）。これを契機に国内外で「マクロス4大プロジェクト」が発表され、このうち『マクロスプラス』（OVA・劇場版）と『マクロス7』は実現したが、ハリウッド実写版だけは実現しなかった。

## 反響・評価
日本のアニメ界において、1984年は本作や『風の谷のナウシカ』『うる星やつら2 ビューティフル・ドリーマー』が公開された劇場用アニメの当たり年といわれる。第7回アニメグランプリ（読者投票）では、1位『ナウシカ』、2位『マクロス』、3位『うる星やつら2』とグランプリ上位3作品を劇場作が占めた。
劇場公開後、手法の解説を要望された河森は「『マクロス』では、スタッフに恵まれていたから、そういう挑戦が可能だったんですよ。」と時代精神の反映的所産であることを強調している。
本作の版権イラストのような高密度作画、スピード感溢れるアクションは、後に日本製アニメの特徴となる「ハイクオリティ主義」に影響を与えたと指摘される。また、当時のセル画表現の最高峰という意見もある。
音楽面では本作のサウンドトラックがオリコンチャート最高9位、主題歌『愛・おぼえていますか』が同チャート最高7位を獲得。飯島はTBS系『ザ・ベストテン』、日本テレビ系『ザ・トップテン』などの人気歌番組にランクインして出演した。
セルビデオは1984年のオリコンビデオチャートで、マイケル・ジャクソンの『スリラー』（輸入版）や『レイダース/失われたアーク《聖櫃》』を抑えて年間1位を記録した。
アメリカ合衆国で放送された『ロボテック』は日本製アニメ人気の火付け役となったが、ファンは『超時空要塞マクロス』『超時空騎団サザンクロス』『機甲創世記モスピーダ』という別々の原作があることを知らなかった。日本から輸入された雑誌に出ているミンメイがテレビシリーズとは違う服を着ていることを疑問に思い、それがきっかけで『マクロス』の映画の存在を知ったという。
2019年にNHK BSプレミアムで放送された『発表!全マクロス大投票』では、視聴者投票により作品部門第2位に選ばれた。集計データにおいて男女比は男性89%、女性11%。年代別では40歳代が59.8%、50歳代が23.1%を占める結果になった。

## 特別番組
マクロスって何だ!? みんなでカルチャーしよう
公開直前の6月30日に毎日放送で放送された特別番組（54分）。司会は映画監督の山本晋也、リポーターは岡本りん子。約100人のファンを集めてスタジオ収録され、劇場版ダイジェスト紹介、制作スタジオ訪問、主要キャスト3名（長谷有洋、飯島真理、土井美加）への質問、監督の河森正治とのフリートーク、飯島の『天使の絵の具』『愛・おぼえていますか』披露などのコーナーが設けられた。
また、以下の系列局においても順次放送された。
- 6月30日 - 中国放送
- 7月7日 - 北海道放送、秋田放送（日本テレビ系列）、富山テレビ（フジテレビ系列）、大分放送
- 7月14日 - 東京放送、テレビユー福島、RKB毎日放送、宮崎放送
- 7月21日 - 中部日本放送、山陰放送、長崎放送、熊本放送
- 7月22日 - 静岡放送
- 7月28日 - 東北放送

## 関連メディア

### 映像
1984年8月11日、ビデオカセット（VHS、ベータマックス）発売。12月、VHD、LDがステレオ版で発売された。日本国外では、1987年に北米輸出用の英語吹き替え版ビデオ『SUPER SPACEFORTRESS MACROSS』が発売された。また、アメリカのファミリー・エンタテインメント社からも『Clash of Bionoids』の英題で発売されたが、暴力的・性的とみなされる表現（人物の頭が砕けるシーンやミンメイのシャワーシーン）が全面的に削除された。同年国内でも『海外バージョン』としてビデオ、LDが発売されている。
1992年8月、幻のエンディングを追加して音響をドルビーサラウンド化した『超時空要塞マクロス 愛・おぼえていますか 完全版』のビデオ、LDが発売。
DVD初版はLDジャケットサイズ仕様。2007年発売のHDリマスター版は通常版のほか、劇場公開版ディスク、特典映像ディスク、設定集、絵コンテ集、すかいらーくのマクロスフェアグッズ（復刻版）などを同梱したメモリアルボックスが限定生産された。このHDリマスター版では、彩色ミス（色パカ）のカットが修正されている。
2012年7月26日には、BD版がPS3用テレビゲームソフト『私の彼はパイロット2012』を同時収録した『Hybrid Pack』としてバンダイナムコゲームスから発売された。ゲームはPS3専用だが、映画自体はBDビデオ再生可能な機材なら何でも再生可能。ただし、DVD版と異なり、トップメニューが存在しない。このバージョンでは35mmネガフィルムからのフィルムスキャンによる新HDマスターが使用されたほか、今回のリリースに際して発見された当時の音マスターのセパレート素材を用いた5.1chドルビーデジタル音声も収録されている。前述したオープニングの状況説明テロップの他、暴力的・性的とみなされるシーンをぼかす、コマを省略するなどといった改変が施されている。英語吹き替え版と異なり、シーンそのものはカットされていないため、靄しか見えない箇所がいずれも1秒程度ある。
2016年1月29日にはバンダイビジュアルとしては初のBD版となる廉価版が発売された。仕様は完全版（5.1サラウンドまたは2.0サラウンド）と劇場公開版（モノラル音声）から選択できる。本編内容は「オリジナルを尊重したもの」とされており、『Hybrid Pack』ではカット・加工されていた性的描写や残酷シーンが復活している。また、声優や主要スタッフが参加したオーディオコメンタリーが新規収録された。
- オーディオコメンタリー参加者
  - 第1部 - 土井美加（早瀬未沙）、神谷明（ロイ・フォッカー）、速水奨（マクシミリアン・ジーナス）、竹田えり（ミリア639）、本田保則（音響監督）[40]
  - 第2部 - 河森正治（監督・ストーリー構成）、宮武一貴（プロダクションデザイン）、氷川竜介（司会）[40]
  - 第3部 - 美樹本晴彦（キャラクターデザイン・作画監督）、平野俊弘（作画監督 現:平野俊貴）、垣野内成美（作画監督補佐）、氷川竜介（司会）[40]
  - エピローグ - 河森正治（監督・ストーリー構成）、氷川竜介（司会）[40]

2025年1月29日、バンダイナムコフィルムワークスより「1984年劇場公開時フォーマット」と「2016年完全版」を収録した4Kリマスター版『超時空要塞マクロス 愛・おぼえていますか 4Kリマスターセット（4K ULTRA HD Blu-ray & Blu-ray Disc）』が、スペシャル特典付きの初回限定版とともに発売された。同年1月25日からは全国40の映画館で『超時空要塞マクロス 愛・おぼえていますか 4K ULTRA HD ver.』が上映され、劇場では初回限定版が先行販売された。公開初日にはTOHOシネマズ新宿で舞台挨拶つき上映が行なわれ、速水奨（マクシミリアン・ジーナス役）と東山奈央（『マクロスΔ』レイナ・プラウラー役）が登壇した。

### 音楽

#### シングル
愛・おぼえていますか
1984年6月5日、ビクター音楽産業より発売。オリコン週間シングルチャート最高7位を記録。

#### アルバム
超時空要塞マクロス 愛・おぼえていますか オリジナルサウンドトラック《音楽編》
1984年7月21日、ビクター音楽産業より発売。オリコン週間アルバムチャート最高9位を記録。羽田健太郎作曲・指揮、ヘルシーウイングオーケストラ演奏のBGM12曲と『愛・おぼえていますか』『天使の絵の具』を収録している。映画本編では未使用のBGMも含まれる。映画本編では演出効果に合わせて多少ミックスダウンを施している。
超時空要塞マクロス 愛・おぼえていますか オリジナルサウンドトラック《ドラマ編》
1984年7月21日、ビクター音楽産業発売。
組曲マクロス
1984年9月21日、ビクター音楽産業より発売。輝と未沙の関係をイメージした企画アルバム。羽田健太郎作曲・指揮、ヘルシーウイングオーケストラ演奏のオリジナルスコア9曲で構成される。

### 小説
超時空要塞マクロス 愛・おぼえていますか
富田祐弘著、1984年、小学館刊。
基本構成は映画と同じだが、一条輝と早瀬未沙が対立から結ばれていく過程を中心に描いている（あとがきによると主人公は美沙）。マクロスが最終決戦で地上から発進して、戦場に突入しようとする時点で話が終わる。
超時空要塞マクロス 愛・おぼえていますか ポストカードブック
1984年、秋田書店刊。
富田祐弘の脚本原本を収録。テレビアニメ版の印象的なエピソードをつなげた構成になっている。地球ではない惑星に漂着し、『愛・おぼえていますか』の歌詞プレートを、未沙とミンメイが協力して解読する点などが映画と異なる。

### ムック
劇場版マクロス スペシャルプレビュー 愛・おぼえていますか
1984年、小学館。ISBN 4091015638
THIS IS ANIMATION ザ・セレクト 超時空要塞マクロス 劇場版 愛・おぼえていますか
1984年、小学館。ISBN 409101514X
MACROSS THE MOVIE
1984年、小学館。ケース入りの豪華本。初版特典フィルムしおり付き。ISBN 4091705014
テレビ名作アニメ版 超時空要塞マクロス 愛・おぼえていますか
1984年、小学館。フィルムブック。Vol.1 ISBN 4091017312 / Vol.2 ISBN 4091017320
劇場版 超時空要塞マクロス 愛・おぼえていますか ストーリー&絵コンテ
1984年、小学館。収録されている絵コンテは最終稿の前段階で、本編では変更・カットされたシーンもある。ISBN 4091015646
BSアニメ夜話 vol.04 超時空要塞マクロス 愛・おぼえていますか
2007年、キネマ旬報社。NHK BS-2『BSアニメ夜話』2005年6月29日放送回を収録。ISBN 9784873766515
電撃データコレクション 超時空要塞マクロス
2012年4月25日、アスキーメディアワークス。ISBN 978-4-04-886601-9。
『超時空要塞マクロス』パッケージアート集
2023年2月20日、小学館クリエイティブ。ISBN 978-4-7780-3879-3
HIDETAKA TENJIN’S Artistry of The First MACROSS 天神英貴『超時空要塞マクロス』画集
2023年10月27日、光文社。天神英貴による『超時空要塞マクロス』『超時空要塞マクロス 愛・おぼえていますか』の画集。ISBN 978-4334101107。豪華版の『デカルチャー版』（ISBN 978-4334101114）も同時発売。
超時空要塞マクロス超百科
2024年1月17日、講談社。2022年に発売された『マクロス超百科』の第2弾で、『超時空要塞マクロス』『超時空要塞マクロス 愛・おぼえていますか』『超時空要塞マクロス Flash Back 2012』を扱う。ISBN 978-4-06-533712-7。

### ゲーム
超時空要塞マクロス
ファミリーコンピュータ用。1985年、ナムコ / バンダイより発売。
超時空要塞マクロス
アーケードゲーム。1992年、バンプレスト。
超時空要塞マクロス スクランブルバルキリー
スーパーファミコン用。1993年、ザムス/バンプレストより発売。
超時空要塞マクロス 愛・おぼえていますか
セガサターン用。1997年、バンダイビジュアル発売。1999年にPlayStation用に移植。
超時空要塞マクロス
PlayStation 2用。2003年、バンダイより発売。
マクロスエースフロンティア
PlayStation Portable用。2008年、バンダイナムコゲームスより発売。
マクロスアルティメットフロンティア
PlayStation Portable用。2009年、バンダイナムコゲームスより発売。『エースフロンティア』の続編。
マクロストライアングルフロンティア
PlayStation Portable用。2011年、バンダイナムコゲームスより発売。『アルティメットフロンティア』の続編。
私の彼はパイロット2012
PlayStation 3用。2012年、バンダイナムコゲームスより発売。前述したBD版『超時空要塞マクロス〜愛・おぼえていますか〜Hybrid Pack』に映画と同時収録して発売。
歌マクロス スマホDeカルチャー
iOS / Android用。2017年から2022年にかけてDeNAより配信。
マクロス -Shooting Insight-
Nintendo Switch、PlayStation 5、PlayStation 4、Steam用。2024年3月14日、ブシロードより発売。歴代シリーズ作品が集結したスクロールシューティングゲームで、「一条輝&VF-1S」が操作可能。本作における『超時空要塞マクロス 愛・おぼえていますか』の要素は、日本国内で発売されるパッケージ版もしくは、ダウンロード版で同時発売されるダウンロードコンテンツを購入することで入手できる（ダウンロードコンテンツ購入が必要なのはNintendo Switchのダウンロード版およびSteam版のみ）。

#### スーパーロボット大戦シリーズ
スーパーロボット大戦α
PlayStation用。2000年5月25日、バンプレストより発売。2001年8月30日にドリームキャスト版が発売された。初登場作品。
スーパーロボット大戦α外伝
PlayStation用。2001年3月29日、バンプレストより発売。
第3次スーパーロボット大戦α 終焉の銀河へ
PlayStation 2用。2005年7月28日、バンプレストより発売。
スーパーロボット大戦Scramble Commander the 2nd
PlayStation 2用。2007年11月1日、バンプレストより発売。
スーパーロボット大戦Card Chronicle
2013年、追加登場。
スーパーロボット大戦X-Ω
2018年、期間限定で登場。

#### Another Century's Episodeシリーズ
Another Century's Episode 2
PlayStation 2用。2006年3月30日、バンプレストより発売。初登場作品。
Another Century's Episode 3 THE FINAL
PlayStation 2用。2007年9月6日、バンプレストより発売。

## イベント
超時空要塞マクロス 愛・おぼえていますか展
公開40周年を記念し、2024年10月25日から11月10日にかけて神奈川県のマルイシティ横浜で開催された展示イベント。11月2日には美樹本晴彦のサイン会が実施された。

## タイアップ
すかいらーく
劇場公開時、ファミリーレストランチェーンすかいらーくグループが抽選でバッジやパズルが当たるタイアップ企画「マクロスフェア」を催した。マクロスグッズの詰め合わせ袋も販売したが、店内のグッズにはすかいらーくマークが入っているのに対し、一般販売のグッズには「マクロス（MACROSS）1984-SUMMER」と入っている。また、テレビCMでは映画の場面と『愛・おぼえていますか』の曲に乗せて、リン・ミンメイ（飯島真理）の「味・おぼえていますか」なる台詞が付けられた。同社はかなり後年のCMでも同曲を使用している。
日本マクドナルド
2025年6月27日に公開され、同年7月1日より放送が開始された日本マクドナルドのテレビCM「ビッグマック『明日も 笑おう あの頃も今も』」編において、『めぞん一刻』『きまぐれオレンジ☆ロード』とともに本作の映像が使用された。

## 他作品における引用

### アニメ作品
- ケロロ軍曹 - 第146話のサブタイトルが「冥 おぼえていますか? であります」。本編はパロディではない。
- バンブーブレード - 第7話に劇中アニメ『マグロス 鯵・おぼえていますか』のポスターが登場する（劇中アニメのタイトルロゴもポスター自体のデザインも、本作品のパロディ）。
- ヴァンドレッド - 男女種族の抗争という企画原案に本作品が影響している。
- アベノ橋魔法☆商店街 - 第3話にロイ・フォッカーのミサイル乱射シーンへのオマージュがある[48]。
- 涼宮ハルヒの憂鬱 - 第12話「エンドレスエイト」で主人公のキョンが自転車を運転しながらロケット花火を乱射し、柿崎の名を叫ぶ（板野一郎#板野サーカスを参照）。

### ゲーム作品
- ギャラクシーエンジェル - ゲーム版最終話は本作品をモチーフとし、第1作においては歌も飯島真理が担当した。
- タイムトラベラーズ - 『愛・おぼえていますか』を歌うリン・ミンメイを彷彿とさせるシーンが存在する。ディレクターであるイシイジロウが当該シーンをオマージュであると明かした[49]。